# Umalia
Umalia is een geslacht van kreeftachtigen uit de klasse van de Malacostraca (hogere kreeftachtigen).

## Soorten
- Umalia chinensis (Chen & Sun, 2002)
- Umalia horikoshii (Takeda, 1975)
- Umalia misakiensis (Sakai, 1937)
- Umalia orientalis (Sakai, 1963)
- Umalia ovalis (Henderson, 1888)
- Umalia tenuiocellus (Davie & Short, 1989)
- Umalia trirufomaculata (Davie & Short, 1989)